# Skogs-Ekeby

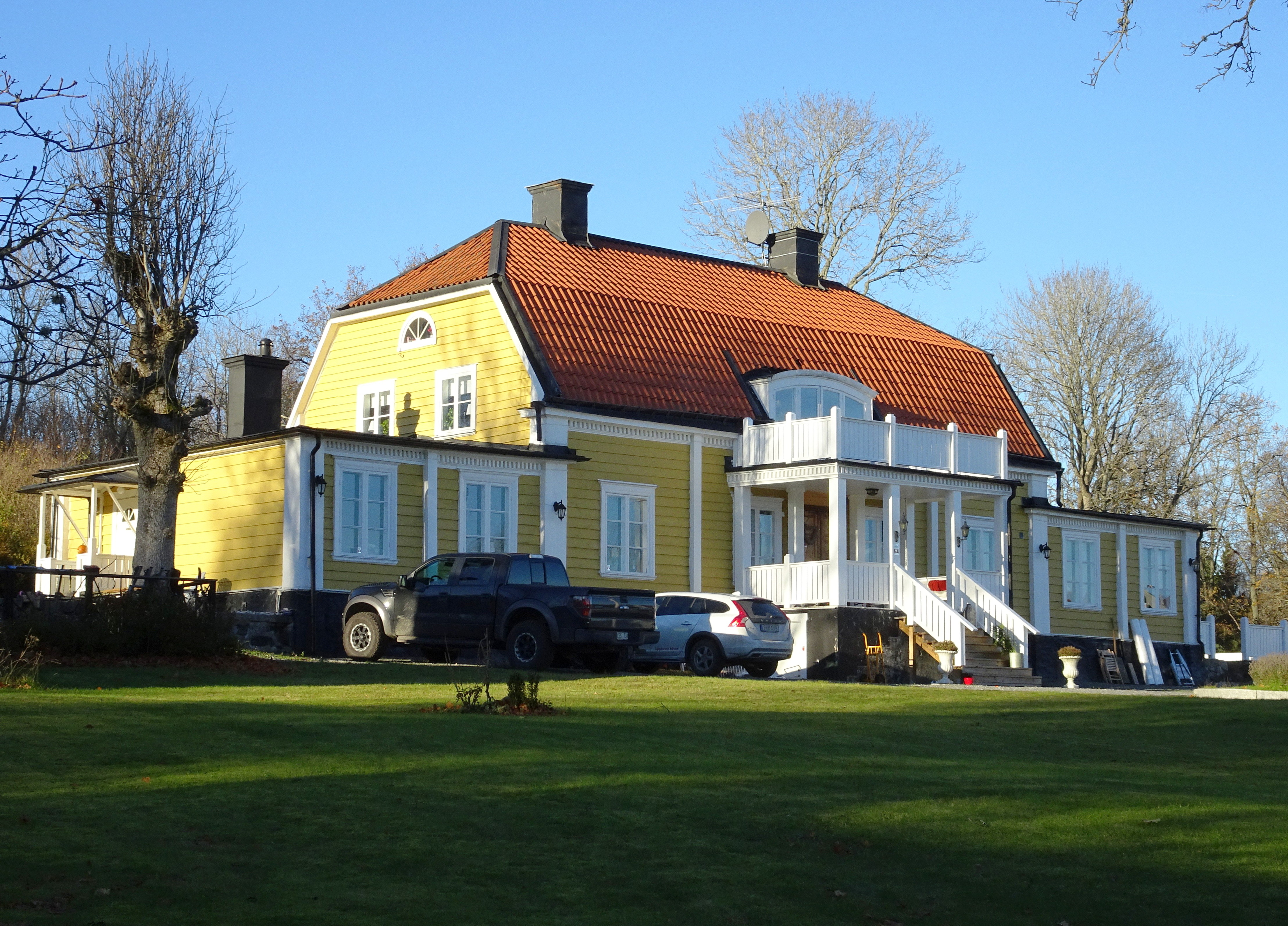
Skogs-Ekeby gård 2017.

Skogs-Ekeby är en herrgård och ett tidigare säteri i Västerhaninge socken nuvarande Haninge kommun. Gårdens ägor såldes 1908 till tomtbolaget AB Hem på landet. Huvudbyggnaden är idag privatbostad.

## Historik

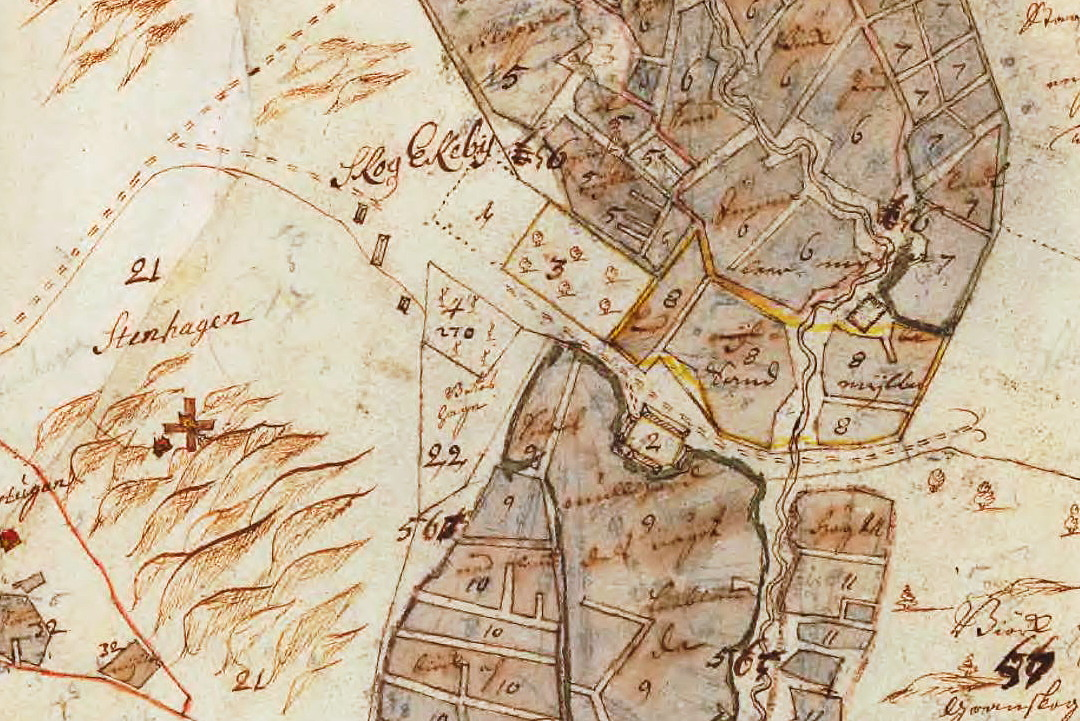
Skogs-Ekeby gård 1702.

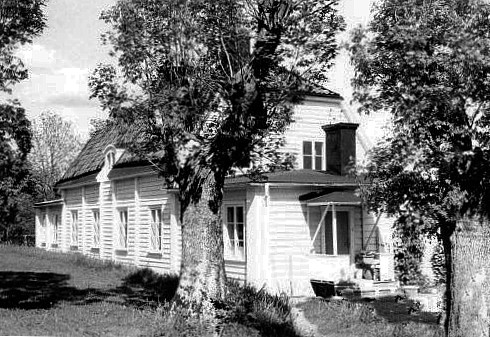
Huvudbyggnaden 1968.

Området var bebott redan under förhistorisk tid, vilket ett stort gravfält strax norr om gården kan vittna om.
Efterledet -by är typisk för vikingatiden. Nära Skogs-Ekeby finns även Skogs-Ekebystenen som dock inte står på sin ursprungliga plats. Den ursprungliga bytomten låg ett hundratal meter sydväst om dagens gård. Idag är platsen bebyggd med villor. På en karta från 1702 framgår mangårdens placering (1), dock ingen byggnad, den uppges som "avbränd". Sydost därom låg en trädgård (3) och söder om den en ladugårdsfyrkant (2). På kullen "Stenhagen" lite längre mot väster stod gårdens väderkvarn (21).
Skogs-Ekeby  tillhörde mellan 1633 och 1728 släkten Strijk med bland andra Hans Strijk och dennes son Gotthard Strijk. Till egendomen som då utgjorde 1⅔ mantal hörde vattenkvarn och såg. 1750 omnämns en lagman Rågfeldt som ägare och mellan åren 1757 och 1777 professor i historia Olof Celsius den yngre (kusin till Anders Celsius). Han ägde samtidigt även Hässlingby i Österhaninge socken. Celsius dotter, Catharina Charlotta (1747–1803), gifte sig på Skogs-Ekeby med kyrkoherden Jonas Breding.
Därefter innehades godset av kammarrevisionsrådet Johan Daniel Schult (född 1736). Han avled på Skogs-Ekeby 1789 och lämnade egendomen genom arv till sonen Gustaf Schult (född 1774). Han avled på Skogs-Ekeby 1844. År 1863 blev löjtnant Carl Gustaf Rudman Bergenstråhle (1826-1877) ägare genom gifte med Gustaf Schults dotter Sophia Helena Schult, född 1801 på Skogs-Ekeby. Deras son, Gustaf Rudman, föddes på godset 1855 och avled 1939 i Stockholm.
Den nuvarande huvudbyggnaden uppfördes 1703 när Gotthard Strijks hustru, Christina Ribbing (död 1721 på Skogs-Ekeby), var ägare. Corps de logi är ett trähus i 1½ våning under ett brutet och valmat sadeltak. Byggnaden är förlängd vid gavlarna med flyglar i form an två pocher. Gårdens ägor sträckte sig upp till Tornberget där man fortfarande kan hitta ett stort gränsröse som markerade gränsen mellan Ektorp och Hammar gård samt Skogs-Ekeby gård.

## Skogs-Ekeby styckas
År 1908 såldes gårdens ägor och två av Ålstagårdarna i Tungelsta till tomtbolaget AB Hem på landet som exploaterade marken. Skogs-Ekeby tillhörde de första egendomarna som förvärvades av Hem på landet för uppstyckning för småbrukarhem. Marken delades upp i lotter om cirka 1½ till 6 tunnland för exempelvis trädgårdsmästerier med växthusodling. Exploatören använde sig av djurnamn för att dela upp området i olika kvarter. Fastigheten fick 1909 beteckningen Skogs-Ekeby Trädgårdsstad 1:10 och omfattade 2,77 hektar. Fortfarande idag präglas området av stora växthus.

## Bilder, omgivningen

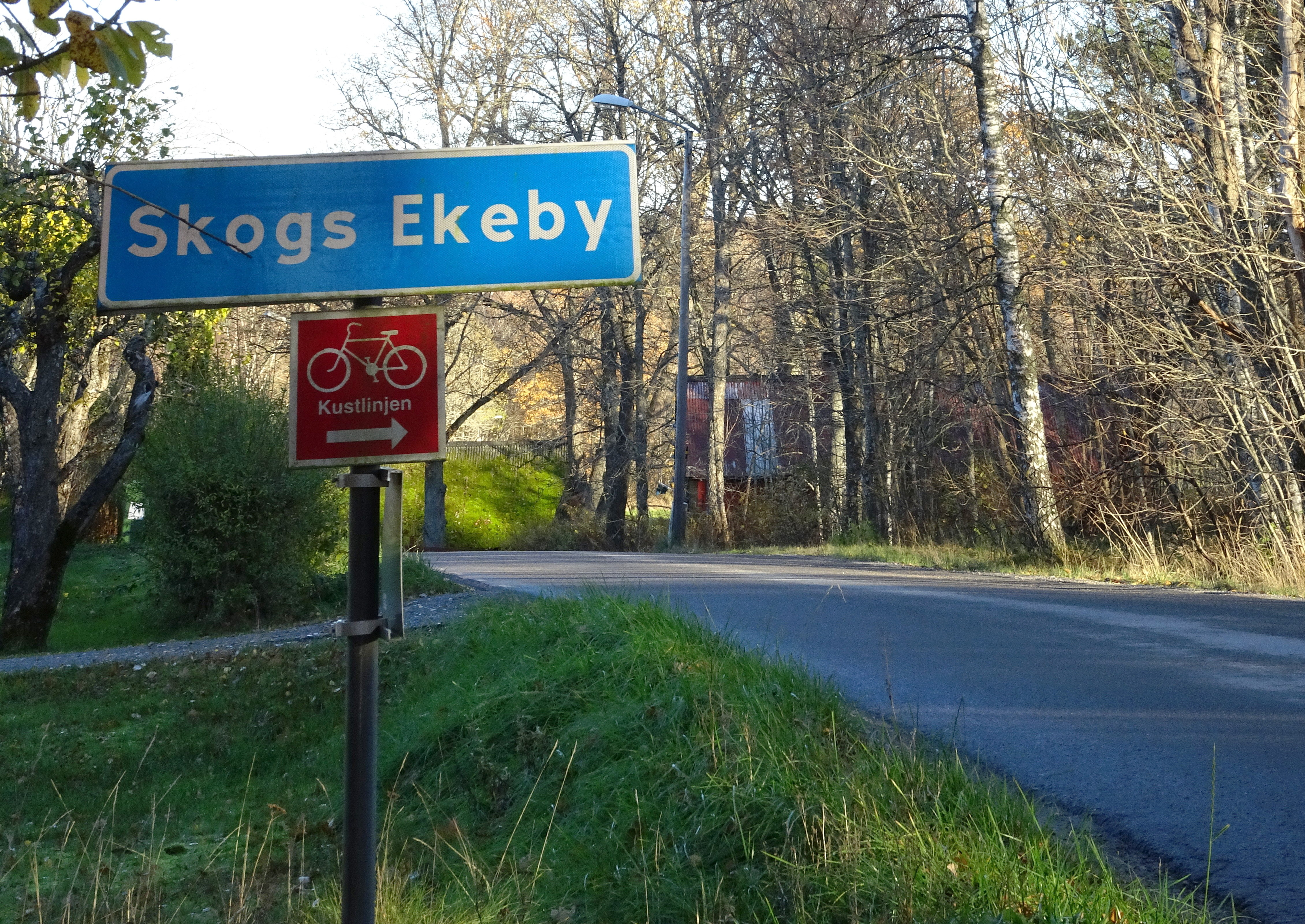
Ortskylt "Skogs Ekeby".
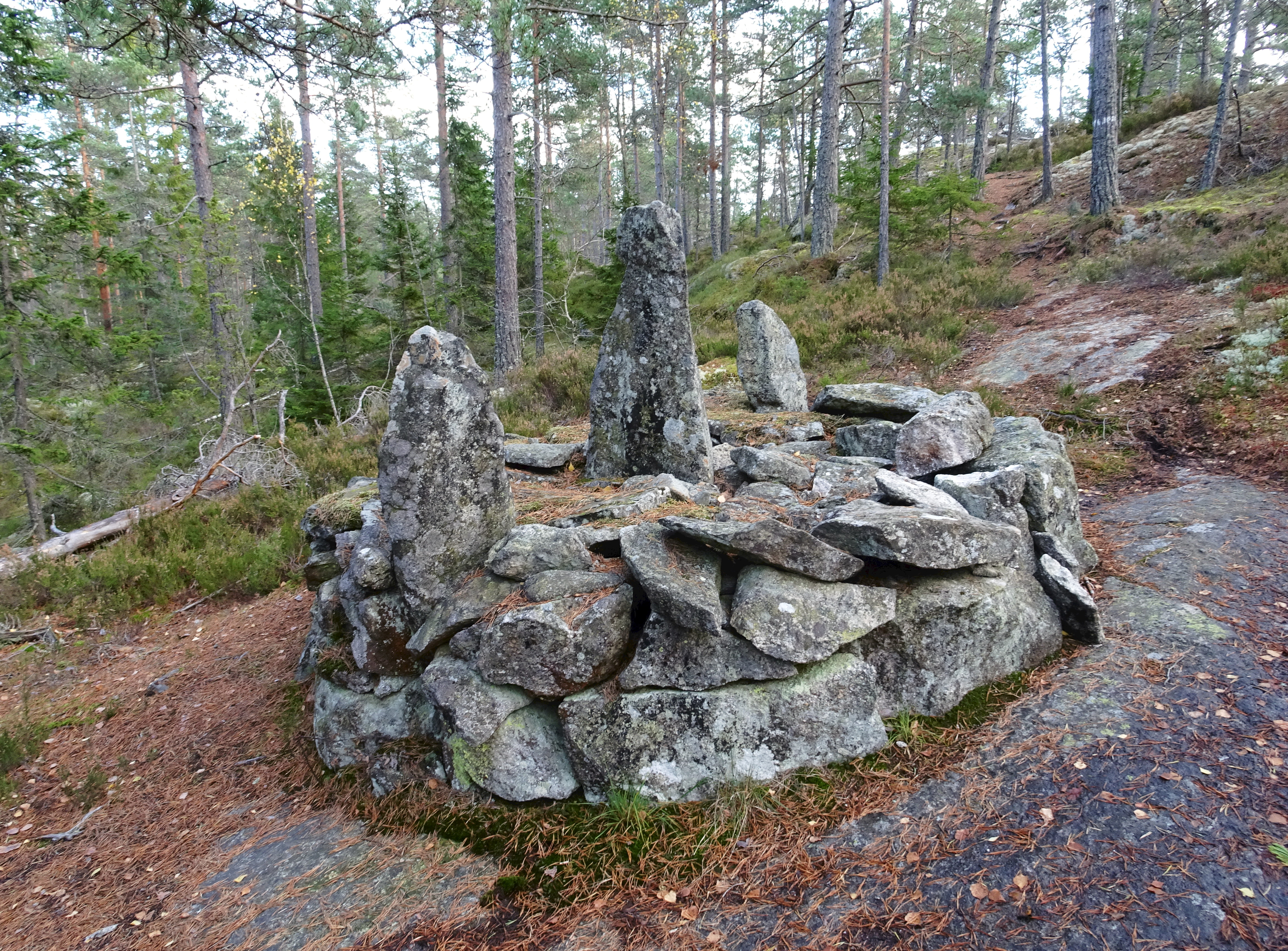
Gårdens gränsröse vid Tornberget.
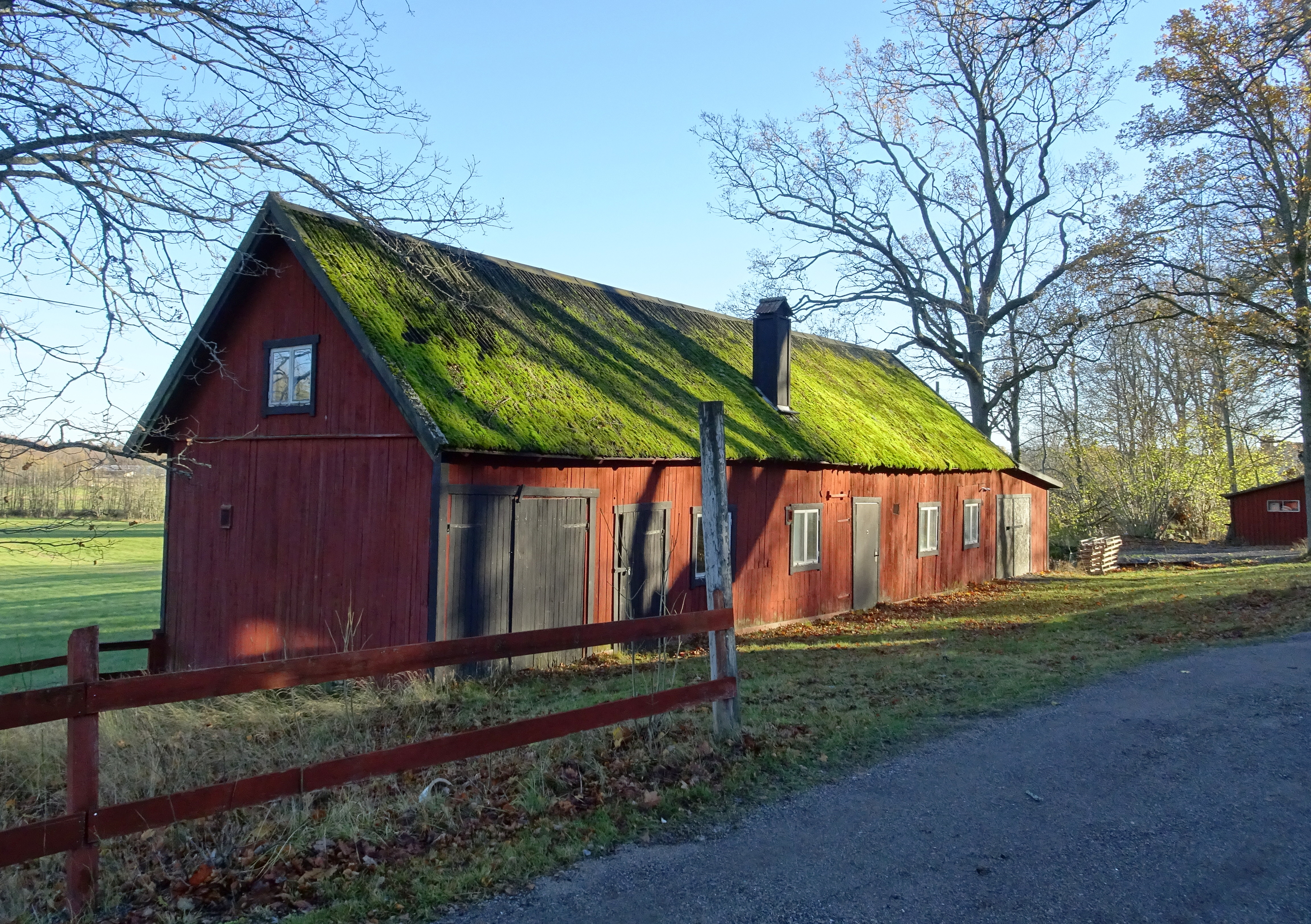
En av gårdens bevarade uthuslängor.
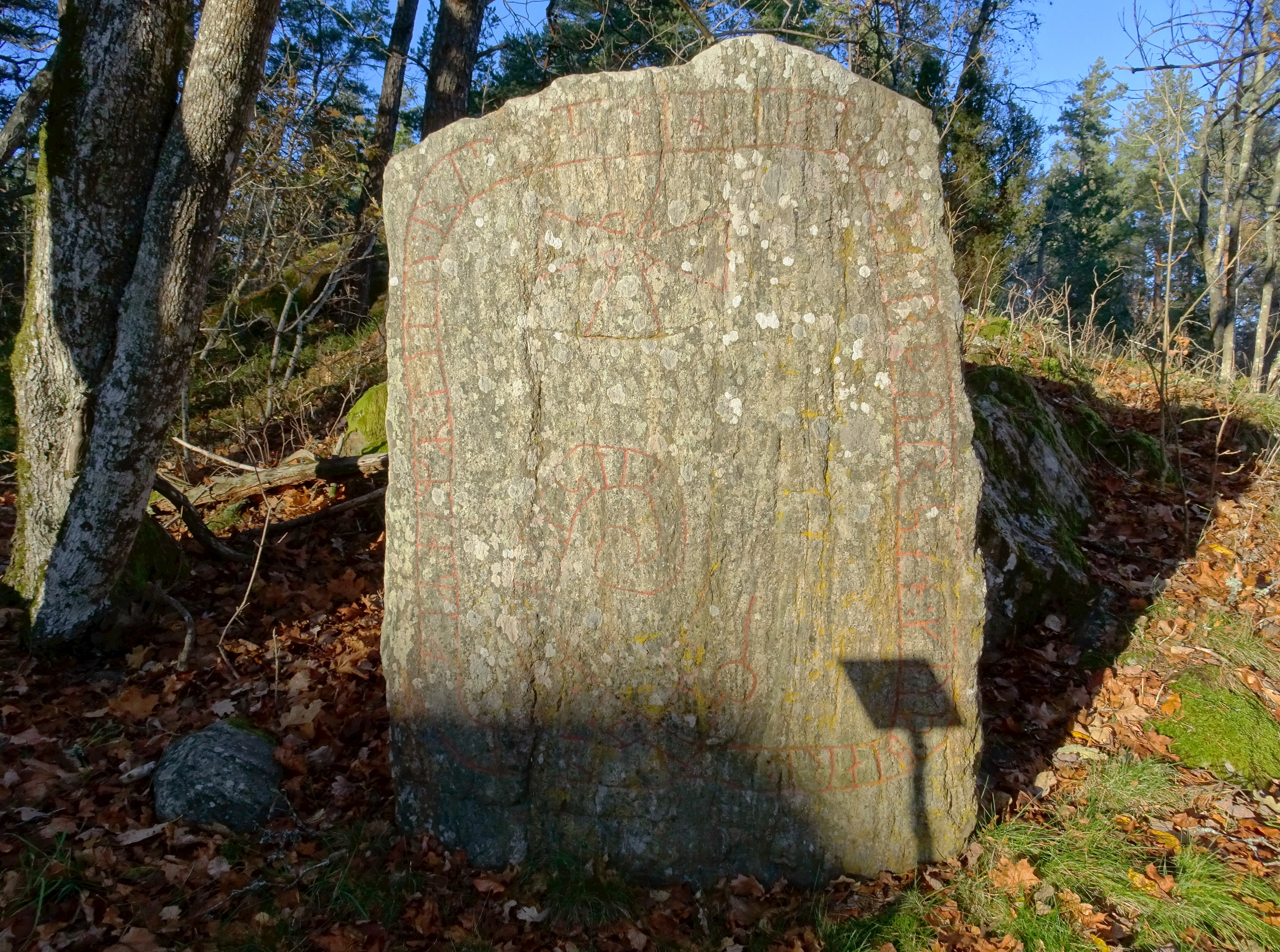
Skogs-Ekebystenen.
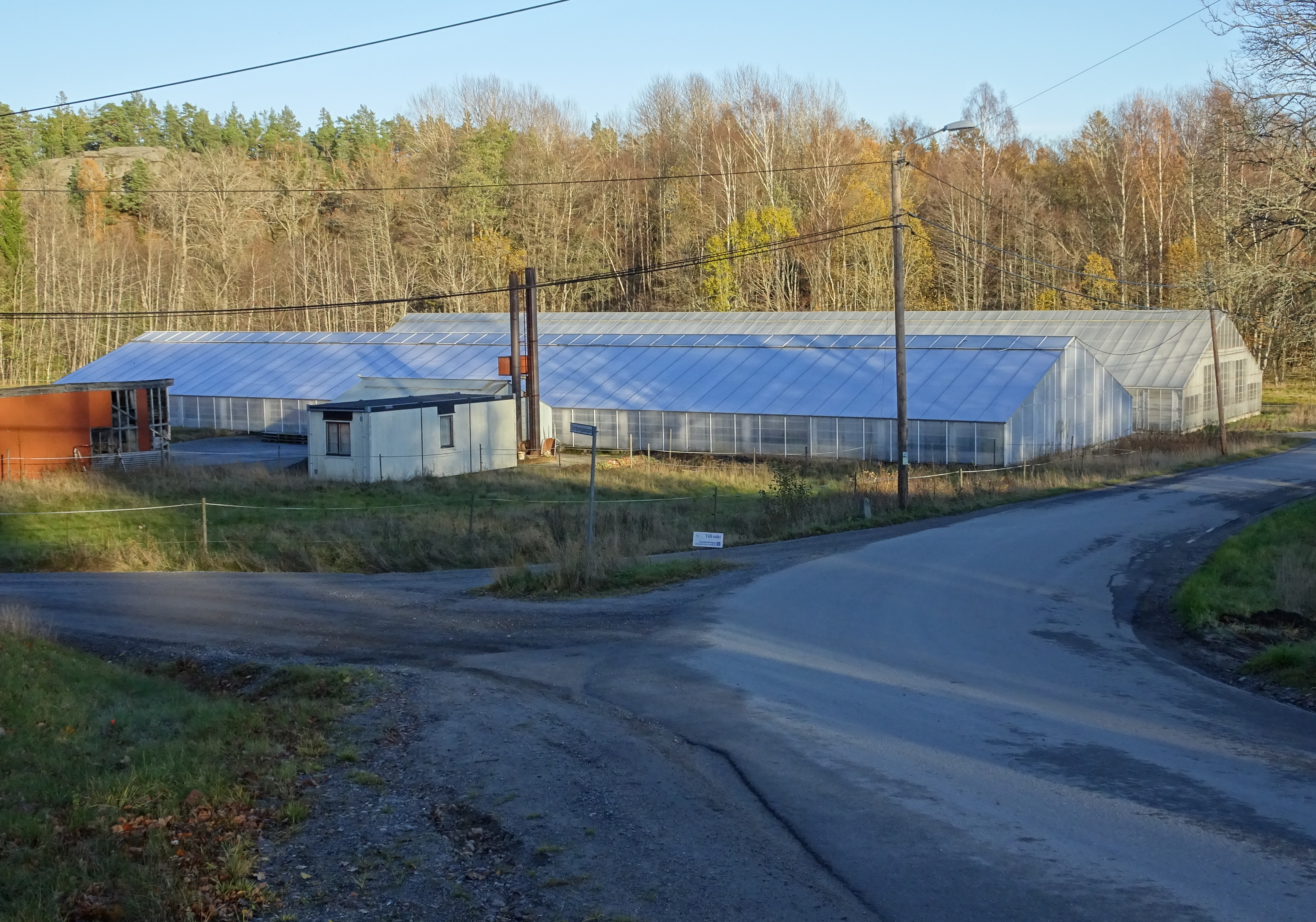
Växthus vid Skogs-Ekeby.